# Grofit
Grofit (en hebreo: גְּרוֹפִית) es un kibutz cerca de Eilat al sur de Israel, que está bajo la jurisdicción del consejo regional de Hevel Eilot.

## Historia
La comunidad fue fundada en 1963 como una asentamiento de los Nahal y su nombre fue derivado de la ensenada árabe de grofit. En 1966 el kibutz fue colonizado por algunos adultos que habían sido miembros del movimiento juvenil de Hanoar HaOved VeHaLomed.

## Residentes distinguidos
- Moshe Ya'alon, jefe de Estado Mayor de las Fuerzas de Defensa de Israel (FDI) de 2002 a 2005.